# Balish-Gletscher
Der Balish-Gletscher ist ein etwa 33 km langer Gletscher im westantarktischen Ellsworthland. In der Heritage Range des Ellsworthgebirges fließt er von der nördlichen Seite der Soholt Peaks zwischen den Webers Peaks und der Dunbar Ridge hindurch in Richtung Norden. Dort trifft er schließlich nordöstlich des Springer Peak auf den Splettstoesser-Gletscher.
Der Gletscher wurde vom United States Geological Survey im Rahmen der Erfassung des Ellsworthgebirges in den Jahren von 1961 bis 1966 durch Vermessungen vor Ort und Luftaufnahmen der United States Navy kartografiert. Er wurde vom Advisory Committee on Antarctic Names nach Commander Daniel Balish (1924–1990) benannt, Executive Officer der Marine-Fliegerstaffel VX-6 während der Operation Deep Freeze 1965 und Commanding Officer während Operation Deep Freeze 1967.